# Гай Белиций Калпурний Торкват
Гай Белиций Калпурний Торкват (на латински: Gaius Bellicius Calpurnius Torquatus) e политик и сенатор на Римската империя през 2 век по времето на император Антонин Пий.
Произлиза от Виен в Нарбонска Галия и е син на Гай Белиций Флак Торкват Тебаниан (консул 124 г.) и по-малък брат на Гай Белиций Торкват (консул 143 г.).
През 148 г. Торкват е консул заедно с Публий Салвий Юлиан.